# 敬子女王
敬子女王（けいし（たかこ）じょおう、生薨年不詳）は、平安時代中期の皇族。敦平親王王女（三条天皇の皇孫）、母は但馬守源則理の女。後冷泉天皇朝の伊勢斎宮。
斎宮嘉子内親王の退下に代わり、永承6年（1051年）10月7日に卜定される。同7年（1052年）4月25日、大膳職へ初斎院入り。同年9月28日、野宮に遷る。天喜元年（1053年）9月14日、伊勢へ群行。治暦4年（1068年）4月19日、後冷泉天皇崩御により在任18年で退下。その後の消息は不明。